# Szörnyvadász
A szörnyvadász, vagy démonvadász egy szereplőtípus, a fantasy, a sci-fi és a horror műfajának gyakori szereplője. A szörnyvadász általában megszállottan, személyes bosszúból üldözi a gonosz természetfeletti lényeket, földönkívüli szörnyeket, néha nem törődve tettei következményeivel. Gyakran az antihős szerepében tűnik fel. Előfordul, hogy a szörnyvadász maga is félig démon születése folytán, vagy valamilyen átok következtében. A szörnyvadász másik típusa a bérhős, aki megbízásból, ellenszolgáltatás fejében teljesíti küldetéseit.
A szörnyvadászat során jellemzően „primitívebb”, nagy roncsolásra képes fegyvereket használnak, mint például a kard, a bárd és az íj. A tűzfegyverek ritkábban jelennek meg arzenáljukban, inkább csak átalakított formában, mint a modern vámpírvadászok jellegzetes fegyvere, a „karó-vető”.
Felszerelésük között gyakran találhatóak mágikus tárgyak, fegyverek vagy a rontástól védő amulettek, talizmánok.
A szörnyvadászok külön csoportját képezik a vámpírvadászok.

## Szörnyvadászok
- Abraham Van Helsing professzor alakja Bram Stoker Drakula című klasszikusában.
- Alucard, a Hellsing című japán manga és anime, valamint a Hellsing Ultimate OVA sorozatok felfoghatatlan-erejű (egyszerűen nincs semmi alternatíva esetleges elpusztítására) vámpírja, aki a Hellsing nevű szervezet szolgálatában likvidálja a vámpír névre szégyenthozó fajtársait
- Buffy Summers, a Buffy, a vámpírok réme című televíziós sorozat hősnője
- Penge, a Marvel Comics félig vámpír, félig ember vámpírvadásza
- Sam és Dean, az Odaát című televíziós sorozat főszereplői
- Ulysses Bloodstone és lánya, Elsa Bloodstone a Marvel Comics képregényeiben
- Sango, az InuYasha című manga és anime egyik szereplője
- Iason, az Inamorati című blogregény  danpeal (vagy damfír) vadásza
- D, a vámpírvadász  címszereplője
- Dante, a Devil May Cry című videójáték-sorozatból.
- John Constantine a Hellblazer című képregény főhőse
- Trevor Belmont, Simon Belmont és Julius Belmont a Castlevania című videójáték sorozat főhősi
- Miyu, a Vampire Princess Miyu vadásza
- Qatai, a Star Trek: Voyager című tévésorozat Káprázat című epizódjában
- John Constantine a Constantine, a démonvadász című film főszereplője, aki démonvadászattal a lelkét akarja megmenteni a pokoltól
- Akacuki Csika és Tacsibana Sitó, a Zombie Loan című manga főszereplői, két élőhalott zombivadász
- Angel és Spike, az Angel című televíziós sorozat vámpír- és démonvadászai, akik bár maguk is vámpírok, mégis a jó oldalon harcolnak, lévén mágikus rituálék nyomán külön-külön időben visszakapták "születésükkor" elvesztett emberi lelküket, tulajdonképpeni önmagukat
- Ríviai Geralt, a Vaják című regénysorozat és a The Witcher videójáték-sorozat főszereplője.

### Komikus vadászok
- Scooby-Doo és a Rejtély Rt. csapata
- a Szellemirtók csapata
- a Gósuto Suípá Mikami (Ghost Sweeper Mikami) című manga és anime főszereplői
- alkalmi szörnyvadászok az Evolúció című film főhősei

### Ál-szörnyvadászok
- A Grimm című 2005-ös film főszereplői